# فرودگاه بین‌المللی پالونگرو
 فرودگاه بین‌المللی پالونگرو (به انگلیسی: Palonegro International Airport) (به زبان بومی: Aeropuerto Internacional de Palonegro) یک فرودگاه همگانی عملیاتی با کد یاتا BGA است که یک باند فرود آسفالت دارد و طول باند آن ۲۲۶۰ متر است. این فرودگاه در شهر بوکارامانگا کشور کلمبیا قرار دارد و در ارتفاع ۱۱۸۸ متری از سطح دریا واقع شده است.